# Golden Globe Awards 1982
Die 39. Verleihung der Golden Globe Awards fand am 30. Januar 1982 statt.

## Gewinner und Nominierte im Bereich Film

### Bester Film – Drama
Am goldenen See (On Golden Pond) – Regie: Mark Rydell
- Die Geliebte des französischen Leutnants (The French Lieutenant’s Woman) – Regie: Karel Reisz
- Prince of the City – Regie: Sidney Lumet
- Ragtime – Regie: Miloš Forman
- Reds – Regie: Warren Beatty

### Bester Film – Musical/Komödie
Arthur – Kein Kind von Traurigkeit (Arthur) – Regie: Steve Gordon
- S.O.B. – Hollywoods letzter Heuler (S.O.B.) – Regie: Blake Edwards
- Tanz in den Wolken (Pennies from Heaven) – Regie: Herbert Ross
- Vier Jahreszeiten (The Four Seasons) – Regie: Alan Alda
- Zoot Suit – Regie: Luis Valdez

### Beste Regie
Warren Beatty – Reds
- Miloš Forman – Ragtime
- Sidney Lumet – Prince of the City
- Louis Malle – Atlantic City, USA (Atlantic City)
- Mark Rydell – Am goldenen See (On Golden Pond)
- Steven Spielberg – Jäger des verlorenen Schatzes (Raiders of the Lost Ark)

### Bester Hauptdarsteller – Drama
Henry Fonda – Am goldenen See (On Golden Pond)
- Warren Beatty – Reds
- Timothy Hutton – Die Kadetten von Bunker Hill (Taps)
- Burt Lancaster – Atlantic City, USA (Atlantic City)
- Treat Williams – Prince of the City

### Beste Hauptdarstellerin – Drama
Meryl Streep – Die Geliebte des französischen Leutnants (The French Lieutenant’s Woman)
- Sally Field – Die Sensationsreporterin (Absence of Malice)
- Katharine Hepburn – Am goldenen See (On Golden Pond)
- Diane Keaton – Reds
- Sissy Spacek – Der geheimnisvolle Fremde (Raggedy Man)

### Bester Hauptdarsteller – Musical/Komödie
Dudley Moore – Arthur – Kein Kind von Traurigkeit (Arthur)
- Alan Alda – Vier Jahreszeiten (The Four Seasons)
- George Hamilton – Zorro mit der heißen Klinge (Zorro: The Gay Blade)
- Steve Martin – Tanz in den Wolken (Pennies from Heaven)
- Walter Matthau – Ein Montag im Oktober (First Monday in October)

### Beste Hauptdarstellerin – Musical/Komödie
Bernadette Peters – Tanz in den Wolken (Pennies from Heaven)
- Blair Brown – Zwei wie Katz und Maus (Continental Divide)
- Carol Burnett – Vier Jahreszeiten (The Four Seasons)
- Jill Clayburgh – Ein Montag im Oktober (First Monday in October)
- Liza Minnelli – Arthur – Kein Kind von Traurigkeit (Arthur)

### Bester Nebendarsteller
John Gielgud – Arthur – Kein Kind von Traurigkeit (Arthur)
- James Coco – Mrs. Hines und Tochter (Only When I Laugh)
- Jack Nicholson – Reds
- Howard Rollins – Ragtime
- Orson Welles – Butterfly – Der blonde Schmetterling (Butterfly)

### Beste Nebendarstellerin
Joan Hackett – Mrs. Hines und Tochter (Only When I Laugh)
- Jane Fonda – Am goldenen See (On Golden Pond)
- Kristy McNichol – Mrs. Hines und Tochter (Only When I Laugh)
- Maureen Stapleton – Reds
- Mary Steenburgen – Ragtime

### Bester Nachwuchsdarsteller
Pia Zadora – Butterfly – Der blonde Schmetterling (Butterfly)
- Elizabeth McGovern – Ragtime
- Howard Rollins – Ragtime
- Kathleen Turner – Heißblütig – Kaltblütig (Body Heat)
- Rachel Ward – Sharky und seine Profis (Sharky's Machine)
- Craig Wasson – Vier Freunde (Four Friends)

### Bestes Drehbuch
Ernest Thompson – Am goldenen See (On Golden Pond)
- Alan Alda – Vier Jahreszeiten (The Four Seasons)
- Warren Beatty, Trevor Griffiths – Reds
- Kurt Luedtke – Die Sensationsreporterin (Absence of Malice)
- Harold Pinter – Die Geliebte des französischen Leutnants (The French Lieutenant’s Woman)

### Bester Filmsong
„Arthur's Theme (Best That You Can Do)“ aus Arthur – Kein Kind von Traurigkeit (Arthur) – Peter Allen, Burt Bacharach, Christopher Cross, Carole Bayer Sager
- „Endless Love“ aus Endlose Liebe (Endless Love) – Lionel Richie
- „For Your Eyes Only“ aus James Bond 007 – In tödlicher Mission (For Your Eyes Only) – Bill Conti, Michael Leeson
- „It's Wrong For Me To Love You“ aus Butterfly – Der blonde Schmetterling (Butterfly) – Carol Connors, Ennio Morricone
- „One More Hour“ aus Ragtime – Randy Newman

### Bester fremdsprachiger Film
Die Stunde des Siegers (Chariots of Fire), Großbritannien – Regie: Hugh Hudson
- Asphalt-Haie (Pixote: A Lei do Mais Fraco), Brasilien – Regie: Héctor Babenco
- Atlantic City, USA (Atlantic City), Frankreich, Kanada – Regie: Louis Malle
- Das Boot, Deutschland – Regie: Wolfgang Petersen
- Gallipoli, Australien – Regie: Peter Weir

## Gewinner und Nominierte im Bereich Fernsehen

### Beste Fernsehserie – Drama
Polizeirevier Hill Street (Hill Street Blues)
- Dallas
- Der Denver-Clan (Dynasty)
- Hart aber herzlich (Hart to Hart)
- Lou Grant

### Bester Darsteller in einer Fernsehserie – Drama
Daniel J. Travanti – Polizeirevier Hill Street (Hill Street Blues) 
- Ed Asner – Lou Grant
- John Forsythe – Der Denver-Clan (Dynasty)
- Larry Hagman – Dallas
- Tom Selleck – Magnum (Magnum p.i.)

### Beste Darstellerin in einer Fernsehserie – Drama
Linda Evans – Der Denver-Clan (Dynasty)

Barbara Bel Geddes – Dallas
- Joan Collins – Der Denver-Clan (Dynasty)
- Morgan Fairchild – Flamingo Road
- Linda Gray – Dallas
- Stefanie Powers – Hart aber herzlich (Hart to Hart)

### Beste Fernsehserie – Komödie/Musical
M*A*S*H
- Barbara Mandrell and the Mandrell Sisters
- Love Boat (The Love Boat)
- Private Benjamin
- Taxi

### Bester Darsteller in einer Fernsehserie – Komödie/Musical
Alan Alda – M*A*S*H
- James Garner – Bret Maverick
- Judd Hirsch – Taxi
- Gavin MacLeod – Love Boat (The Love Boat)
- Tony Randall – Love, Sidney

### Beste Darstellerin in einer Fernsehserie – Komödie/Musical
Eileen Brennan – Private Benjamin
- Loni Anderson – WKRP in Cincinnati
- Bonnie Franklin – One Day at a Time
- Barbara Mandrell – Barbara Mandrell and the Mandrell Sisters
- Loreter Swit – M*A*S*H

### Beste Miniserie oder einem Fernsehfilm
Bill

Jenseits von Eden (East of Eden)
- Der lange Weg nach Hause (A Long Way Home)
- Masada
- Scheidungsgrund – Mord (Murder in Texas)

### Bester Hauptdarsteller in einer Miniserie oder einem Fernsehfilm
Mickey Rooney – Bill
- Philip Anglim – Triumph der Liebe (The Patricia Neal Story)
- Timothy Hutton –  Der lange Weg nach Hause (A Long Way Home)
- Danny Kaye – Kreuz der Gewalt (Skokie)
- Peter O’Toole – Masada
- Ray Sharkey – Die Hölle des Bill Carney (The Ordeal of Bill Carney)

### Beste Darstellerin in einer Miniserie oder einem Fernsehfilm
Jane Seymour – Jenseits von Eden (East of Eden)
- Ellen Burstyn – The People vs. Jean Harris
- Glenda Jackson – Triumph der Liebe (The Patricia Neal Story)
- Jaclyn Smith – Jacqueline Bouvier Kennedy
- Joanne Woodward – Crisis at Central High

### Bester Nebendarsteller in einer Serie, einer Miniserie oder einem Fernsehfilm
John Hillerman – Magnum (Magnum p.i.)
- Danny DeVito – Taxi
- Pat Harrington Jr. – One Day at a Time
- Vic Tayback – Imbiß mit Biß (Alice)
- Hervé Villechaize – Fantasy Island

### Beste Nebendarstellerin in einer Serie, einer Miniserie oder einem Fernsehfilm
Valerie Bertinelli – One Day at a Time
- Danielle Brisebois – Archie Bunker’s Place
- Marilu Henner – Taxi
- Beth Howland – Imbiß mit Biß (Alice)
- Lauren Tewes – Love Boat (The Love Boat)

## Cecil B. De Mille Award
Sidney Poitier

## Miss Golden Globe
Laura Dern